# Нижні Пленкови
Нижні Пле́нкови (рос. Нижние Пленковы) — присілок у складі Орічівського району Кіровської області, Росія. Входить до складу Істобенського сільського поселення.
Населення становить 19 осіб (2010, 21 у 2002).
Національний склад станом на 2002 рік — росіяни 100 %.